# Copa Van Straeten Ponthoz
La Copa Van Straeten Ponthoz fue un torneo internacional disputado por primera vez en 1900, por iniciativa del belga Van der Straeten Ponthoz que ofreció dar una copa para el ganador de un torneo internacional. Como los campeones de las tres ligas continentales existentes estaban presentes en Bruselas, los periódicos de la época lo llamaron el Campeonato de clubes del continente. El primer ganador de este torneo fue el R.A.P. de Holanda. 
La segunda edición sólo contó con los principales equipos de Holanda y Bélgica, el finalista de la edición anterior el H.V.V. dejó el torneo en protesta por su descontento con el arbitraje en el partido de semifinales ante el Racing Club de Bruselas. Los holandeses dijeron que el árbitro permitió el juego muy sucio. Esta disputa planteó la pregunta de que si debía existir un organismo de gobierno global para los partidos internacionales. Esto finalmente condujo a la fundación de la FIFA en 1904. 
El torneo fue disputado por última vez en 1907, cuando la Unión Saint Gilloise de Bélgica se convirtió en el primer club en ganar la copa 3 veces seguidas y se les permitió mantenerla en posesión.  Fue reemplazada por la Copa Jean Dupuich.

## Finales
| Año  | Campeón                       | Subcampeón                    | Marcador | Incidencias       |
| ---- | ----------------------------- | ----------------------------- | -------- | ----------------- |
| 1900 | R.A.P. (Ámsterdam)            | H.V.V. (La Haya)              | 2-1      |                   |
| 1901 | H.B.S. (La Haya)              | Racing C.B (Bruselas)         | 1-0      |                   |
| 1902 | Pilgrims FC (Londres)         | D.F.C. (Dordrecht)            | 4-2      |                   |
| 1903 | Racing C.B. (Bruselas)        | Pilgrims FC (Londres)         | 6-5      | Hubo tiempo extra |
| 1904 | Racing C.B. (Bruselas)        | Union Saint Gaillose (Forest) | 3-2      |                   |
| 1905 | Union Saint Gaillose (Forest) | Racing C.B. (Bruselas)        | 5-1      |                   |
| 1906 | Union Saint Gaillose (Forest) | Racing C.B. (Bruselas)        | 2-2      | Hubo tiempo extra |
| 1907 | Union Saint Gaillose (Forest) | Hampstead FC                  | 1-0      |                   |

## Títulos por equipos
| Club                 | Título |
| -------------------- | ------ |
| Union Saint Gaillose | 3      |
| Racing C.B.          | 2      |
| Pilgrims FC          | 1      |
| H.B.S.               | 1      |
| R.A.P.               | 1      |